# 祠堂銭
祠堂銭（しどうせん）とは、故人の冥福を祈るために祠堂（御霊屋・持仏堂とも）の管理・修繕費用あるいは供養費用として寺院に寄進する金銭 のこと。中世においては、祠堂銭を元手とした寺院による金融のことも指した。
祠堂銭は古代より存在しており、祠堂銭として集められた金銭を資金として寺院の内外に貸付を行い、その利息により寺院の管理・運営の維持を図ったり、社会事業の財源などとした。特に中世に入り新興宗派である禅宗が広まると、伝統宗派の荘園に代わる財源を祠堂銭の利息に求めた。当初、朝廷や幕府は祠堂銭を禁止する姿勢を取ったが、後には仏教保護の一環として反対に祠堂銭を徳政令の対象外とするなど、容認・保護の姿勢に転じた。このため、禅宗以外の寺院を含めて本来の祠堂銭だけではなく、余剰資金の運営手段として貸付を行うようになり、室町時代に入る頃には寺院は営利目的の金融業と同じようになっていった。
実態は営利目的であったものの、表向きはあくまでも寺院の管理や故人の供養のための経費捻出を目的としていたために、利息は2文子（元金100文につき月利2文）という低利 のために利用者が多かった。更に当時の政情不安から信仰に救いを求めた人々からの金銭などの寄進が相次いだこと、同様の理由で防備が頑丈な寺院 の倉庫に財物を預ける人々も多かったために、そうした資金を祠堂銭の元手として運用する寺院も多かった。更に寺院の財物である祠堂銭は本来は仏の所有物であり、返済を怠れば死後の成仏もままならないのではという利用者の信仰心に由来する不安感が祠堂銭の返済に対する心理的圧力として働いた。それでも、やはり利用者がどうしても返せない場合もあり、祠堂銭を運営する寺院が私徳政を求める徳政一揆の攻撃対象となる場合もあった。
近世に入ると、江戸幕府による寺院統制の影響もあって祠堂銭も下火となっていくが、なおも寺院・檀家間などで祠堂銭・名目金の貸付が行われる事も珍しくはなかった。江戸幕府が民事裁判の制限を定めた相対済令においては利息付の金融に関する裁判を幕府は取り上げないこととなっていたが、祠堂銭については寺院の維持・供養などを目的としたものについては、利息付の貸出の場合でも同令の対象外とされていた。